# Procestus pammae
Procestus pammae là một loài tò vò trong họ Ichneumonidae.